# João de Almeida Melo e Castro
Dom João de Almeida de Melo e Castro, 5. hrabia das Galveias (ur. 23 stycznia 1756, zm. 18 stycznia 1814 w Rio de Janeiro) – portugalski polityk. 
Posłował jako ambasador Portugalii do Wiednia, Londynu, Rzymu i Hagi. Trzykrotnie sprawował funkcję Sekretarza Spraw Zagranicznych i Wojny (Secretário de Estado dos Negócios Estrangeiros e da Guerra); b. krótko w 1801 roku,  w okresie 23 lipca 1801-25 VIII 1803  i od 12 sierpnia 1812 do grudnia 1813 roku. 
W czasie pełnienia urzędu Secretário de Estado...' w okresie 23 lipca 1801 – 25 sierpnia 1803 był też pierwszym ministrem Królestwa.
W latach 1812–1814 był ministrem wojny Brazylii. Do Rio de Janeiro dotarł 12 sierpnia 1812 roku.